# René Rousseau-Decelle
René Rousseau-Decelle né à La Roche-sur-Yon le 14 juin 1881 et mort à Préfailles le 30 août 1964 est un artiste peintre français.

## Biographie
René Gaston Romain Joseph Rousseau est le fils de Romain Louis Maxime Jean Baptiste Rousseau, professeur de physique, et de Noémie Louise Elisa Decelle. Parmi ses frères, Louis Victor est docteur en médecine, et Georges est haut fonctionnaire à l’Assemblée nationale.
Durant la Première Guerre mondiale, il est affecté au Service des Documents secrets du ministère de la Guerre. Il effectue pour son cousin, le prêtre Louis Rousseau (1853-1936) des gravures patriotiques. Il représente Georges Clemenceau annonçant l’Armistice, le 11 novembre 1918 à la tribune de l'Assemblée nationale.
Élève de William Bouguereau, Gabriel Ferrier, Édouard Toudouze et Marcel Baschet, il expose au salon à partir de 1903.
Il épouse en 1928, à Paris, Marie Joseph Marguerite Paule Lagaye.
Il meurt dans sa maison secondaire nommée Ker Noémi à Préfailles, le 30 août 1964.

## Distinctions
- Chevalier de la Légion d'honneur en 1926[9].

## Liste des tableaux
- La bataille de Mondement (1914), esquisse, 1917, huile sur toile, Cholet, musée d'Art et d'Histoire
- La bataille de Mondement (1914), 1917, Huile sur toile, Cholet, musée d'Art et d'Histoire